# One Plus One Equals One
One Plus One Equals One è un cortometraggio muto del 1915 diretto e interpretato da Tefft Johnson.

## Produzione
Il film fu prodotto dalla Vitagraph Company of America.

## Distribuzione
Distribuito dalla General Film Company, il film - un cortometraggio in una bobina - uscì nelle sale cinematografiche statunitensi il 29 novembre 1915.